# Arturo Lezama
Arturo Lezama Bagez (1899-1964) fue un político uruguayo perteneciente al Partido Colorado que se desempeñó como presidente del Consejo Nacional de Gobierno entre 1957 y 1958.

## Biografía
Cursó sus primeros estudios en Rocha, y estudios universitarios en Montevideo. Allí ingresó a la administración pública en el Ministerio de Obras Públicas y en la Caja de Jubilaciones y Pensiones Civiles.
Desde 1929 a 1933 integró la ex Asamblea Representativa de Montevideo y desde 1942 a 1948.
Se desempeñó como representante entre 1947 y 1955, presidiendo la Cámara entre 1951 y 1953.
Miembro de la delegación uruguaya a las Naciones Unidas (1953).
Integró el Consejo Nacional de Gobierno entre 1955-1959, presidiéndolo desde el 1 de marzo de 1957 hasta el 1 de marzo de 1958. Durante su mandato, ANCAP comenzó con la exploración de hidrocarburos en el territorio uruguayo.
En 1963 fue miembro de la Junta Departamental de Montevideo, la cual presidió.
| Predecesor: Alberto Fermín Zubiría | Presidente del Consejo Nacional de Gobierno 1957-1958 | Sucesor: Carlos Fischer |

- Datos: Q2562362
- Multimedia: Arturo Lezama / Q2562362